# Psychotria paeonia
Psychotria paeonia är en måreväxtart som beskrevs av Charlotte M. Taylor. Psychotria paeonia ingår i släktet Psychotria och familjen måreväxter. Inga underarter finns listade i Catalogue of Life.